# Aloïse de Carlowitz
Aloïse Christine Carlowitz (1797-1863), también conocida como Baronesa de Carlowitz o Madame de Carlowitz, fue una escritora, traductora y dramaturga en lengua francesa del siglo XIX. 

## Biografía
Nació en 1797 en Rijeka, Croacia. Fue uno de los miembros ilustres de la familia Von Carlowitz, cuyo linaje es famoso por pertenecer a la vieja nobleza sajona del Margraviato de Meissen. Respecto a su formación académica, se sabe que recibió educación en el hogar a cargo de su padre.
Desempeñó su labor como traductora, centrándose principalmente en la traducción literaria de obras en lengua alemana al francés. Es notable su labor como traductora de los autores fundacionales y, en algunos casos, más representativos de la literatura del romanticismo en Alemania, como Johann Wolfgang von Goethe, Friedrich Schiller, Friedrich Gottlieb Klopstock y Johann Gottfried Herder. Entre sus traducciones más importantes están la que realizó de la segunda parte de la autobiografía del filósofo Goethe, siendo la primera traducción al francés de dicha obra. Del mismo modo, también destaca su traducción sobre la obra cumbre del poeta místico alemán, Friedrich Gottlieb Klopstock, La Mesíada,  poema épico que a su vez fue traducido de la versión francesa de la baronesa al español por  Patricio de la Escosura y Cecilio Navarro.

## Obras

#### Estudios, ensayos y obras
- Le Danube, les Hongrois et les Slaves: voyage pittoresque et historique en six parties, Paris, impr. de Firmin-Didot, 1850-1851.
- La femme du progrès, ou l'Emancipation, Paris, Desforges, 1838.
- Le Pair de France, ou le Divorce, Paris, C. Lachapelle, 1835.

#### Traducciones del alemán
- Schobri, chef de brigands, d'après les mémoires hongrois de son compatriote Ladislas Holics-Szekhely, Paris  et Leipzig, Desforges, 1839.
- Correspondance entre Goethe et Schiller, Paris, Charpentier, 1863.
- Herder, Histoire de la poésie des Hébreux, Paris, Didier, 1844.
- Schiller, Histoire de la guerre de trente ans, Paris, Charpentier, 1841.
- Klopstock, La Messiade, par Klopstock, Paris, Charpentier, 1853.
- Goethe, Wilhelm Meister par Goethe ; traduction complète et nouvelle par Mme la baronne A. de Carlowitz, Paris, Charpentier, 1843.
- Goethe, Les Affinités électives, Paris, Charpentier, 1844.

#### Narrativa
- Caroline, ou le Confesseur, Paris, G. Berrier, 1833. L'Absolution, Paris,  C. Lachapelle, 1833.
- La Famille de Tavora, par Mme la Bonne de Carlowitz, Paris,  impr. de Boulé, (s. f.)